# Bryonympha foliacea
Bryonympha foliacea är en fjärilsart som beskrevs av Edward Meyrick 1930. Bryonympha foliacea ingår i släktet Bryonympha och familjen Immidae. Inga underarter finns listade i Catalogue of Life.